# Верхньозаглядино
Верхньозагля́дино (рос. Верхньозаглядино) — присілок у складі Асекеєвського району Оренбурзької області, Росія.

## Населення
Населення — 79 осіб (2010; 141 у 2002).
Національний склад (станом на 2002 рік):
- росіяни — 71 %